# Helge Peters-Pawlinin
Helge Peters-Pawlinin (* 22. Februar 1903 in Kempten (Allgäu); † 3. September 1981 in München) war ein deutscher Tänzer, Ballettpädagoge, Ballettmeister, Choreograf, Regisseur, Bühnenbildner und Maler.

## Leben
Helge Peters studierte zunächst Malerei und Graphik in München und Berlin, unter anderem bei Emil Orlik. Seine tänzerische Ausbildung erhielt er nach eigenen Angaben vor allem bei Alexander Frednoff. Er tanzte in den frühen 1920er Jahren als Solist im Ballettensemble von Rita Sacchetto, wirkte als Ballettmeister der Lola-Faßbender-Tanzgruppe, Ballettpädagoge an der Schule für Körperkultur und künstlerischen Tanz Rhea Glus sowie als Choreograph für die Emelka-Filmproduktion. Solistisch und als Duo mit seiner Frau Rena Pawlinin ging er auf Gastpieltourneen im In- und Ausland (beispielsweise in Paris und Brüssel).
Ab der Spielzeit 1927/28 war er Solotänzer, später auch Choreograf und Ballettmeister der Dresdner Staatsoper. Als seine Ballettmeisterin Ellen von Cleve-Petz 1933 von den Nationalsozialisten bedroht wurde, übergab sie ihre Stelle in der Spielzeit 1933/34 an Pawlinin, mit dem sie nachweislich herzlich befreundet war. Aber auch Pawlinin bekam bald Schwierigkeiten mit Walter Kreideweiß, einem überzeugten Nationalsozialisten, der in neugeschaffenen Funktionen zum „Vorstand der Tanzgruppe“ und dann zum „Direktor des Staatsoperntanzes“ eingesetzt wurde.
Anfang 1935 gab Pawlinin ebenfalls auf und zog mit seiner Familie nach München. Er tanzte dort die Hauptrolle im Ewigen Reigen von Senta Maria und gründete 1936/37 die Kammerballett-Truppe Das Romantische Ballett. Von 1937 bis 1943 unternahm er mit den zunächst 14 Mitwirkenden ausgedehnte Tourneen und führte Ballette wie Giselle, Chopiniana und Nachmittag eines Faun in eigenen Choreografien auf. Für seine spukhaft-skurrile Tanzballade Vergessene Gäste schufen Philippine Schick die Musik und Janni Loghi das Bühnenbild.
Nach dem Zweiten Weltkrieg führte er ein Zimmertheater in der Schwabinger Elisabethstraße 34 und leitete ein eigenes Ensemble in München. Mit diesem brachte er im Mai 1946 an den Münchner Kammerspielen Wolfgang Martin Schedes Drama Goyescas zur Uraufführung. Mit Harald Kreutzberg in der Rolle des Scapinelli inszenierte er 1950 die Tanzpantomime Der Student von Prag. Seiner 1951 gegründeten Ballett-Theater-Compagnie gehörten namhafte Solisten wie Natascha Trofimowa, Gisela Deege, Edel von Rothe, Marcel Luipart, Heino Heiden und Karl-Heinz King an. Man ging mit dem Faust-Ballett Abraxas auf Tournee, das Luipart 1948 an der Münchner Staatsoper uraufgeführt hatte (Musik: Werner Egk). Nach Meinung von Kritikern wie Kurt Peters hätte sich die Truppe zu einem deutschen Nationalballett entwickeln können, wenn nicht finanzielle Probleme zu einer vorzeitigen Auflösung geführt hätten.
Zu den zahlreichen weiteren Arbeiten für Bühne und Film zählt beispielsweise Pawlinins Choreographie für den Film Lola Montez von Max Ophüls 1955. Pawlinin begleitete Leni Riefenstahl als Berater auf einer Afrikareise, war mit Klaus Mann befreundet und hatte von Oskar Schlemmer, den er 1929 in Dresden während der Arbeit an dem Ballett Spielzeug, einer modernen Fassung des Nussknacker-Balletts kennenlernte, eine aus Cellon hergestellte Figurine einer Rüstung für einen heroischen Tanz erhalten. Noch 1973 arbeitete er mit dem Komponisten Hans Posegga an einer Rockoper Mixed Media, die nicht mehr uraufgeführt wurde. Von seinem bildkünstlerischen Werk sind vor allem seine Kostümentwürfe der Nachkriegszeit erhalten geblieben. Sein Nachlass befindet sich im Deutschen Tanzarchiv Köln.

## Ausstellungen
- 1941: Deutsches Theatermuseum München
- 1957: Deutsches Theatermuseum München
- 1973: Deutsches Theatermuseum München
- 1988: Deutsches Tanzarchiv Köln